# Jean-Daniel Braun
Jean-Daniel Braun (fl. 1728 - 24 février 1738 à Paris) est un flûtiste et compositeur français.      

## Biographie
Peu d'éléments survivent de la vie du musicien : les dates de naissance et de décès, ainsi qu'une grande partie des informations sur sa vie, sont complètement inconnues. Son nom suggère une origine germanique.
Il est membre de la chapelle de la cour d'Épernon, dirigée par le duc Louis de Pardaillan de Gondrin (1707-1743), dans la première moitié du XVIIIe siècle. Comme plusieurs de ses pièces incluent alternativement la flûte traversière ou le basson, on peut supposer qu'il a joué des deux instruments. 
En 1726 il apparut à Paris, entre 1728 et 1740, plusieurs de ses compositions sont imprimées à Paris, dont quatre livres de sonates pour flûte traversière et basse continue : opus 1, 5 et 7, ainsi qu'un autre, sans numéro d'opus. Il reste en outre, d'autres Sonates en trio pour flûtes, violons ou hautbois et basse continue, opus 3 et des sonates pour deux flûtes sans basse, opus 4 ; soit une douzaine d'œuvres en tout. L'attribution à Braun d'un concerto pour flûte en ré majeur n'est pas certaine, pas plus que celle de huit caprices pour flûte sans basse, car très semblables aux compositions de Quantz du même genre.

## Discographie
- Voix de l'âme, musique pour flûte - Marion Treupel-Franck, flûte ; Sergio Azzolini, basson ; Francesco Galligioni, violoncelle et viole de gambe ; Axel Wolf, guitarre, luth et théorbe (8-10 octobre 2014 - SACD DHM/Sony) (OCLC 1011416169)

## Source
- Mary Oleskiewicz, « Jean Daniel Braun » dans András Adorján, Lenz Meierott (éd.), Lexikon der Flöte, Laaber, 2009, p. 162–163  (ISBN 978-3-89007-545-7)
- Nadina Mackie Jackson : Twenty-four-solos-by-Jean-Daniel-Braun